# 가고시마현 선거구
가고시마현 선거구(일본어: 鹿児島県選挙区)는 일본의 참의원 선거구이다.

## 선거구 정보
| 지역      | 가고시마현 전역          |
| 의원 정수 | 2명 (개선 정수 1명)      |
| 유권자 수 | 1,331,708명 (2022년 9월) |

## 역대 의원
| 홀수회                           | 홀수회                         | 홀수회        | 짝수회                     | 짝수회                       | 짝수회                       |
| 의원 1                           | 의원 2                         | 선거          | 선거                       | 의원 1                       | 의원 2                       |
| -------------------------------- | ------------------------------ | ------------- | -------------------------- | ---------------------------- | ---------------------------- |
| 주마 이노키치 (무소속)           | 사이고 기치노스케 (무소속)     | 1947년 제1회  | 1947년 제1회               | 우에노 기자에몬 (무소속)     | 시마즈 다다히코 (무소속)     |
| 마에노소노 기이치로 (일본민주당) | 사이고 기치노스케 (무소속)     | 1947년 보궐   | 1947년 보궐                | 오카모토 요시토 (무소속)     | 시마즈 다다히코 (무소속)     |
| 마에노소노 기이치로 (일본민주당) | 사이고 기치노스케 (무소속)     |               | 1950년 제2회               | 사타 다다타카 (일본사회당)   | 시마즈 다다히코 (자유당)     |
| 사이고 기치노스케 (자유당)       | 이노우에 도모하루 (자유당)     | 1953년 제3회  |                            | 사타 다다타카 (일본사회당)   | 시마즈 다다히코 (자유당)     |
| 사이고 기치노스케 (자유당)       | 이노우에 도모하루 (자유당)     |               | 1956년 제4회               | 시게나리 가쿠 (자유민주당)   | 사타 다다타카 (일본사회당)   |
| 사이고 기치노스케 (자유당)       | 이노우에 도모하루 (자유당)     |               | 1956년 보궐                | 다나카 시게호 (자유민주당)   | 사타 다다타카 (일본사회당)   |
| 사이고 기치노스케 (자유민주당)   | 다니구치 게이키치 (자유민주당) | 1959년 제5회  |                            | 다나카 시게호 (자유민주당)   | 사타 다다타카 (일본사회당)   |
| 사이고 기치노스케 (자유민주당)   | 다니구치 게이키치 (자유민주당) |               | 1962년 제6회               | 다나카 시게호 (자유민주당)   | 사타 다다타카 (일본사회당)   |
| 사이고 기치노스케 (자유민주당)   | 다니구치 게이키치 (자유민주당) | 1965년 제7회  |                            | 다나카 시게호 (자유민주당)   | 사타 다다타카 (일본사회당)   |
| 사이고 기치노스케 (자유민주당)   | 다니구치 게이키치 (자유민주당) |               | 1968년 제8회               | 다나카 시게호 (자유민주당)   | 가네카미 다메지 (자유민주당) |
| 시바다테 요시후미 (자유민주당)   | 쓰루조노 데쓰오 (일본사회당)   | 1971년 제9회  |                            | 다나카 시게호 (자유민주당)   | 가네카미 다메지 (자유민주당) |
| 시바다테 요시후미 (자유민주당)   | 쓰루조노 데쓰오 (일본사회당)   |               | 1974년 제10회              | 이노우에 기치오 (자유민주당) | 구보 와타루 (일본사회당)     |
| 사타 소지 (자유민주당)           | 쓰루조노 데쓰오 (일본사회당)   | 1975년 보궐   |                            | 이노우에 기치오 (자유민주당) | 구보 와타루 (일본사회당)     |
| 가네마루 사부로 (자유민주당)     | 다하라 다케오 (무소속)         | 1977년 제11회 |                            | 이노우에 기치오 (자유민주당) | 구보 와타루 (일본사회당)     |
| 가네마루 사부로 (자유민주당)     | 다하라 다케오 (무소속)         |               | 1980년 제12회              | 이노우에 기치오 (자유민주당) | 가네하라 신지로 (자유민주당) |
| 가네마루 사부로 (자유민주당)     | 구보 와타루 (일본사회당)       | 1983년 제13회 |                            | 이노우에 기치오 (자유민주당) | 가네하라 신지로 (자유민주당) |
| 가네마루 사부로 (자유민주당)     | 구보 와타루 (일본사회당)       |               | 1986년 제14회              | 이노우에 기치오 (자유민주당) | 가네하라 신지로 (자유민주당) |
| 가마다 가나메 (자유민주당)       | 구보 와타루 (일본사회당)       | 1989년 제15회 |                            | 이노우에 기치오 (자유민주당) | 가네하라 신지로 (자유민주당) |
| 가마다 가나메 (자유민주당)       | 구보 와타루 (일본사회당)       |               | 1992년 제16회              | 이노우에 기치오 (자유민주당) | 가미야마 가즈토 (일본사회당) |
| 가마다 가나메 (자유민주당)       | 구보 와타루 (일본사회당)       | 1995년 제17회 |                            | 이노우에 기치오 (자유민주당) | 가미야마 가즈토 (일본사회당) |
| 가마다 가나메 (자유민주당)       | 구보 와타루 (일본사회당)       |               | 1998년 제18회              | 모리야마 히로시 (자유민주당) | 이노우에 기치오 (자유민주당) |
| 가지야 요시토 (자유민주당)       |                                | 2001년 제19회 |                            | 모리야마 히로시 (자유민주당) | 이노우에 기치오 (자유민주당) |
| 가지야 요시토 (자유민주당)       |                                | 2004년 제20회 | 노무라 데쓰로 (자유민주당) |                              |                              |
| 가지야 요시토 (자유민주당)       | 2007년 제21회                  |               | 노무라 데쓰로 (자유민주당) |                              |                              |
| 가지야 요시토 (자유민주당)       |                                | 2010년 제22회 | 노무라 데쓰로 (자유민주당) |                              |                              |
| 오쓰지 히데히사 (자유민주당)     | 2013년 제23회                  |               | 노무라 데쓰로 (자유민주당) |                              |                              |
| 오쓰지 히데히사 (자유민주당)     |                                | 2016년 제24회 | 노무라 데쓰로 (자유민주당) |                              |                              |
| 오쓰지 히데히사 (자유민주당)     | 2019년 제25회                  |               | 노무라 데쓰로 (자유민주당) |                              |                              |
| 오쓰지 히데히사 (자유민주당)     |                                | 2022년 제26회 | 노무라 데쓰로 (자유민주당) |                              |                              |

## 최근 선거 결과

### 2016년 (제24회)
|  | 58.96% |

|  | 29.16% |

|  | 6.20% |

|  | 5.68% |

### 2019년 (제25회)
|  | 47.35% |

|  | 34.40% |

|  | 18.25% |

### 2022년 (제26회)
|  | 46.01% |

|  | 29.24% |

|  | 14.75% |

|  | 7.50% |

|  | 2.49% |

## 같이 보기
- 가고시마현 제1구
- 가고시마현 제2구
- 가고시마현 제3구
- 가고시마현 제4구